# John Lyons
John "Sharkey" Lyons (31. března 1900 – 15. ledna 1971, Arlington, Massachusetts) byl americký reprezentační hokejový útočník.
S reprezentací USA získal jednu stříbrnou olympijskou medaili (1924).

## Úspěchy
- Stříbro na Letních olympijských hrách – 1924